# Стереокинематограф
Сте́реокинемато́граф или трёхмерное кино — разновидность кинематографических систем, имитирующих наличие третьего измерения, или вызывающих у зрителя иллюзию глубины пространства. В основе лежит феномен бинокулярного зрения человека и оптический эффект параллакса.
Метод, как правило, предполагает одновременную съёмку с помощью двух синхронизированных плёночных или цифровых кинокамер с идентичными техническими характеристиками, объективы которых расположены на расстоянии стереобазиса, равного или большего, чем расстояние между глазами взрослого человека. Некоторые технологии (например, IMAX 3D или советский «Стерео-70») предусматривают использование для съёмки одной специальной камеры с двумя объективами, производящими съёмку стереопары на одну или две киноплёнки (матрицы).
При демонстрации фильма по специальной технологии каждый глаз зрителя видит только предназначенную для него часть стереопары, в результате чего зрительная зона коры головного мозга воспринимает эти изображения как одно объёмное целое.
Современные компьютерные технологии позволяют создавать псевдо-стереоизображения с помощью компьютерной графики без применения стереокамер. Подобным образом возможно преобразование существующего «плоского» изображения в трёхмерное путём синтеза второй части стереопары.
Термины «трёхмерная графика» (3D-графика) и «3D-кинематограф» описывают принципиально разные явления и технологии. Само определение «трёхмерный» в отношении средств вывода графической информации связано с повсеместным использованием англоязычного термина «3D» в отношении стереоскопических технологий наряду с трёхмерной компьютерной графикой, несмотря на отсутствие связи между этими областями.

## История
К моменту изобретения кинематографа в мире уже была широко распространена стереофотография. Стереоскопы с наборами объёмных диапозитивов считались обязательным атрибутом каждой состоятельной семьи, и составляли неотъемлемую часть досуга. Эффект, производимый объёмными фотографиями, пытались перенести в кинофильмы, начиная с кинетоскопа. Изобретатель первой кинематографической технологии Эдисон планировал создание аналога фотографического стереоскопа в первые же годы эксплуатации кинетоскопа, но из-за начавшейся вскоре конкуренции с «синематографом» Люмьеров отказался от этой идеи.

### Ранние патенты и исследования
Эра стереоскопического кинематографа началась, по сути, в конце 1890-х годов, когда британский первопроходец кинематографа Уильям Фриз-Грин подал патентную заявку на метод производства стереоскопического фильма. В описании процесса указывалось, что изображения с двух плёнок проецируются на экран рядом друг с другом; зритель надевает стереоскоп, который совмещает два изображения в одно целое. Однако из-за того, что метод подразумевал использование слишком громоздкой аппаратуры, использование его в театрах представлялось непрактичным.
Фредерик Айвс запатентовал установку для стереосъёмки в 1900 году. Его камера оснащалась двумя объективами, расставленными на расстоянии 1,75 дюйма (~4,44 см).
10 июня 1915 года Эдвин Портер и Уильям Уодделл осуществили в Нью-Йоркском театре «Астор» первый в мире коммерческий показ экспериментальных фильмов, снятых по анаглифическому методу. В числе показанных были съёмки с участием Мари Доро, сцены из фильма «Песец Джим» с участием Джона Мэйсона (фильм выпущен в «плоском» формате в том же 1915 году студией Famous Players-Lasky), съёмки восточных танцовщиц, а также киносъёмка Ниагарского водопада. Однако, известны подтверждённые в периодической печати тех лет факты о том, что первый в мире показ 3D-фильма состоялся в России.
В начале марта 1911 года в Санкт-Петербурге открылся электротеатр «Танагра», в котором демонстрировались объёмные кинокартины, изготовленные по патенту Оскара Местера.

### Примеры систем стереоскопической киносъёмки до 1952 года
Считается, что первым стереофильмом, демонстрировавшимся публично в коммерческом порядке, была кинолента «Сила любви» (англ. The Power of Love), представленная в кинотеатре отеля «Амбассадор» (англ. Ambassador Hotel Theater) в Лос-Анджелесе 27 сентября 1922 года.
Установка из двух киносъёмочных аппаратов, собранных на одном «риге», была разработана продюсером фильма Гарри Фейроллом и кинематографистом Робертом Элдером. Каждый аппарат снимал свою часть стереопары на чёрно-белую негативную киноплёнку. Фильм демонстрировался двумя кинопроекторами с двух плёнок позитива в красно-зелёном анаглифе. Таким образом, это был первый случай применения двухплёночной системы и первый случай применения анаглифических очков. При этом неизвестно, использовал ли Фейролл цветные фильтры на объективах или применил тонирование плёнки. После демонстрации фильма прокатчикам и прессе в Нью-Йорке фильм пропал из вида, и его стереоскопическая версия считается утраченной.
В начале декабря 1922 года Уильям Ван Дорен Келли, изобретатель двухцветной системы «Призма», решил воспользоваться растущим интересом к стереокинематографу, возникшему после демонстрации фильма Фейролла, и снял короткометражную ленту с помощью стереокамеры собственной разработки. Вместо двух цветоделённых изображений снимались кадры стереопары, которые затем печатались на двухсторонний «дипо-фильм» по технологии, аналогичной двухцветной печати с тонированием. При этом части стереопары, расположенные с разных сторон «дипо-фильма», тонировалась в красный и зелёный цвета. Это позволяло демонстрировать стереофильм стандартным кинопроектором и рассматривать изображение через анаглифические очки. Позднее Келли заключил сделку с импресарио Сэмюэлем Ротафелем о демонстрации первой серии из числа его короткометражек Plasticon — «Фильмы Будущего» (англ. Movies of the Future) в нью-йоркском театре «Риволи» (англ. Rivoli Theater). Известно, что в начале 1923 года Келли безрезультатно искал прокатчиков для своей второй ленты серии Plasticon «Сквозь деревья — Вашингтон, округ Колумбия» (англ. Through the Trees — Washington D.C.). Фильм представлял собой стереоскопическую кинозарисовку о городе Вашингтон, выполненную шеф-оператором Уильямом Креспинелом.
Также в декабре 1922 года инженер Лоренс Хаммонд (изобретатель знаменитого электрооргана) и Уильям Кэссиди представили публике свою систему «Телевью» (англ. Teleview). Процесс представлял собой самый ранний пример реализации «затворного» метода: два проектора поочерёдно, с повышенной частотой демонстрировали части стереопары; встроенные в подлокотники зрительских кресел синхронизированные визоры открывались и закрывались соответствующим образом, так что, эксплуатируя инерционность человеческого зрения, создавалась эффектная стереоскопическая иллюзия. Единственным театром, который установил у себя эту систему, оказался нью-йоркский «Селвин» (англ. Selwyn Theater). По системе «Телевью» был снят всего один полнометражный фильм «Человек с М. А. Р. С. А.» (англ. The Man From M.A.R.S.), 27 декабря 1922 года перевыпущенный под названием «Радиомания» (англ. Radio-Mania). Идея самому Хаммонду не принадлежала, но он смог добиться её жизнеспособной реализации.
В 1923 году Фредрик Айвс и Джэкоб Левенталь начали выпускать стереоскопические короткометражные фильмы, снятые за трёхгодичный период. Первый, называвшийся «Пластиграмз», распространялся на территории США компанией «Эдьюкейшнл Пикчерз» (англ. Educational Pictures) в красно-синем анаглифическом формате. Айвс и Левенталь выпустили в 1925 году серию из четырёх фильмов «Стереоскопические серии» (англ. Stereoscopiks Series) для компании Pathé Films: «Zowie», «Luna-cy», «The Run-Away Taxi» и «Ouch».
Конец 1920-х и начало 1930-х — время, когда интерес к стереокинематографу практически сошёл на нет, во многом из-за Великой депрессии. Луи Люмьер снял свой первый стереофильм в Париже в сентябре 1933 года. На следующий год он выпустил ремейк своего «Прибытия поезда» 1895 года в анаглифическом формате. В 1935 году в Париже Люмьер открыл стереокинотеатр, работающий по методу очкового анаглифа.
В 1936 году Левенталя и Джона Норлинга привлекли к съёмкам серии «Audioscopiks» студии MGM. Плёнки выпускались фирмой «Техниколор» (англ. Technicolor) в красно-зелёном анаглифическом формате. Первый фильм под названием Audioscopiks, был представлен 11 января 1936 года и номинирован на «Оскар» за технологические новшества. Следующий фильм — The New Audioscopiks был представлен 15 января 1938 года.
Воодушевлённые успехом двух фильмов серии Audioscopiks, MGM выпустила ещё один анаглифический стереофильм Убийство в трёх измерениях (1941). В отличие от предшествующих лент, эта короткометражка снималась с помощью стереокамеры, построенной внутри самой студии. Плёнку в формате красно-синего анаглифа выпускала Technicolor.
Хотя ленты для анаглифических фильмов печатались в цвете, ни один из этих фильмов цветным, строго говоря, не являлся, цвет нужен был только для достижения анаглифического эффекта.

#### Появление Polaroid
Во время обучения в Гарвардском университете у Эдвина Лэнда возникла мысль использовать поляризацию света для коммерческих нужд (в частности, для защиты от автомобильных фар и от солнечных лучей). К 1929 году Лэнд в своей лаборатории изобрёл (и запатентовал) поляризующую (поляроидную) плёнку, которую к 1932 вывел на рынок в качестве коммерческого продукта. Хотя изначально Лэнд разрабатывал фильтр для защиты от ослепления автомобильными фарами, Лэнд вполне отдавал себе отчёт, что его изобретение может пригодиться и на рынке стереоскопии.
По некоторым сведениям, Лэнд провёл в отеле «Уолдорф-Астория» первую стереофотографическую выставку с использованием своих фильтров Polaroid. За этим последовала длительная экспозиция в Музее естественных наук в Нью-Йорке. Информации о том, что показывали посетителям упомянутого музея, не сохранилось.
Использование поляризационных фильтров означало, впрочем, необходимость разработки принципиально новых проекторов. Две плёнки, каждая из которых содержала свою часть стереопары, необходимо было проецировать в строгой синхронизации, что потребовало применение внешнего синхронизирующего мотора. Более того, обычный матовый экран не отражал поляризованный свет, требовалось использовать экран, изготовленный из каких-либо отражающих материалов, или с посеребрённой поверхностью.
В 1936 году фирма Zeiss Ikon оборудовала берлинский кинозал «УФА-Палас» посеребрённым экраном, начав демонстрацию стереофильмов по поляроидной системе, разработанной Манфредом фон Арденне. В том же году в Италии был снят «Nozze Vagabonde», в Германии — «Zum Greifen Nah», за ними в 1939 году последовали немецкий же «Sechs Mädel Rollen Ins Wochenend» и американские «In Tune With Tomorrow» (1939) и «Magic Movies: Thrills For You», — стереофильмы, снятые с расчётом на демонстрацию с использованием полароидных очков. Съёмки осуществлялись с помощью различных систем камер, разрабатывавшихся самими студиями.
В 1939 году начинается Вторая мировая война, и на протяжении всех 1940-х годов интерес кинопроизводителей к стереокинематографу практически исчезает.

### «Золотой век» (1952—1955)
Считается, что «золотой век» стереокинематографа начался в 1952 году, когда свет увидела первая стереоскопическая цветная кинолента «Дьявол Бвана», снятая Архом Оболером. Фильм снимался по технологии Natural Vision, разработанной М. Гунцбергом и его соратниками. Изобретатель предлагал свою камеру сразу нескольким студиям, но заинтересовался ею только Оболер. Главные роли исполнили Роберт Стэк, Барбара Бриттон и Найджел Брюс.
Как и практически все остальные полнометражные стереофильмы эпохи, «Bwana Devil» демонстрировался с помощью двойного проектора, и предполагал использование поляроидных фильтров. Каждый из проекторов вмещал плёнки не более, чем на один час фильма, в связи с чем возникала необходимость в антрактах (во время которых загружали вторую часть фильма). Эти антракты часто специально прописывались в сценарии и приходились на какой-либо значимый поворот сюжета.
В апреле 1953 года Columbia Pictures выпускает стереофильм «Человек в темноте» (Man in the Dark), а Warner Bros. — «Дом восковых фигур», второй из которых стал первым в истории фильмом, озвученным в стерео. Благодаря «Дому восковых фигур» актёр Винсент Прайс превратился в звезду фильмов ужасов, а заодно — и «королём 3D», поскольку он же снимался в главных ролях и в нескольких других стереоскопических лентах того же времени.
Успех этих двух фильмов помог киностудиям в нелёгкой борьбе с телевидением, отбиравшим у кинотеатров в ту пору всё большую часть аудитории. Практически все крупные студии так или иначе оказались причастны к 3D-буму, не исключая The Walt Disney Company, выпустившей в 1953 году короткометражные стереомультфильмы Adventures in Music: Melody и Working for Peanuts.
В том же 1953 году, однако, появились первые признаки спада интереса к стереофильмам. Причин к тому было несколько:
- Обе плёнки необходимо было проецировать одновременно.
- В случае обрыва одной из плёнок, вторую приходилось укорачивать на длину вырезанного повреждённого участка первой, иначе происходила рассинхронизация.
- Сохранение синхронизации требовало подчас усилий сразу двух человек.
- Когда либо плёнки, либо затворы на визорах рассинхронизировались, смотреть фильм было практически невозможно. Жалобы на зрительное утомление и головную боль были нередки.
- Посеребрённые экраны требовали, чтобы зрители находились прямо напротив них, с боковых мест ничего не было видно.

Конец 1953-го и начало 1954-го годов, при всём при этом, оказался вполне успешным для стереокинематографа сезоном: свет увидели полтора десятка весьма успешных стереофильмов (в их числе экранизация мюзикла «Целуй меня, Кэт» и фильм Альфреда Хичкока «В случае убийства набирайте «М»». Как минимум часть из этих фильмов, впрочем, выпускалась также и для широкоэкранных кинотеатров (становившихся главным конкурентом стереокинематографа, как за счёт качества изображения, так и простоты демонстрации (не требовалось двух плёнок, синхронизацию которых необходимо было бы поддерживать).
Очередной упадок начался в конце весны 1954 года: стереоформат не выдерживал конкуренции с широкоэкранным форматом. И хотя фирма Polaroid выпустила новейшие фильтры, которые распознавали сбои в синхронизации и позволяли их исправлять, прокатчики предпочитали более не связываться со стереокинематографом. Последний стереофильм, относившийся к «Золотому веку», стал Revenge of the Creature («Месть твари», 1955 год), по иронии судьбы, ставший весьма популярным у зрителей и показавший отличные результаты по сборам.

### Новая волна (1960—1979), одноплёночный формат
Стереоскопические фильмы в первой половине 1960-х годов появлялись редко; практически все, снятые в эти годы ленты, демонстрировались в анаглифическом формате. В 1961 году, например, студии Beaver-Champion/Warner Bros. выпустили фильм «Маска», большая часть которого была снята в стандартном 2D-формате; стереоскопическими оказались только те сцены, где главный герой надевал проклятую ритуальную маску. Эти сцены были напечатаны на плёнке Technicolor в красно-зелёном анаглифическом формате.
«Вторая волна» стереокинематографа началась, как и в 1950-е годы, с Арха Оболера, снявшего фильм «Пузырь» (англ. Bubble), применив новую технологию Space-Vision 3D. В случае с этой технологией стереоскопические фильмы печатались на одной плёнке стандартного размера (изображения для левого и правого глаза располагались друг над другом), и для их демонстрации нужны были только специализированные объективы для проекторов. У этой системы было множество достоинств по сравнению с прежними решениями, но был и недостаток: изображение оказывалось более тёмным и тусклым.
Фильм Оболера критика разругала в пух и прах, однако у зрителей он пользовался изрядной популярностью, а сама технология стала выглядеть довольно привлекательно для кинопроизводителей, особенно для независимых студий, у которых не было средств на дорогостоящие двухплёночные стереосистемы.
В 1970-м году компания Stereovision, основанная режиссёром и изобретателем Алланом Силлифантом и специалистом по оптике Крисом Кондоном, выпустила на рынок новое решение для демонстрации стереофильмов. В отличие от Space-Vision 3D, два дополняющих друг друга изображения располагались не друг над другом, а в одном кадре, будучи «сплющёнными» по горизонтали. Для демонстрации требовались анаморфические линзы, растягивающие «сплющенные» изображения и поляроидные фильтры на визорах. Компании Sherpix и Stereovision выпустили в кинотеатры эротическую комедию «Стюардессы» с бюджетом 100 тысяч долларов. Прокат этой ленты принёс создателям 27 миллионов долларов в одной только Северной Америке (около 114 миллионов долларов в пересчёте на современный курс), даже при том, что фильм шёл менее чем в 800 кинотеатрах. «Стюардессы» оказался самым прибыльным стереофильмом в истории кинематографа, и одним из самых прибыльных фильмов вообще. Впоследствии его перевыпустили в 70-миллиметровым формате, а в 2009 году его планируется перевыпустить в форматах XpanD, RealD Cinema и Dolby 3D.
За последующие 25 лет в формате Stereovision были выпущены около 36 фильмов. При этом изрядная часть их относилась к эротическому жанру (а иногда и порнографии), к жанру «хоррор», а иногда — как «Франкенштейн Энди Уорхола» — представляли собой комбинацию того и другого.

### Вершина возрождения (1980—1984)
В восьмидесятые годы своё триумфальное шествие по миру начинает IMAX (крупноформатный 70-мм стереоформат с изображениями, размещёнными рядом друг с другом); преимущественно в формате IMAX выпускаются документальные фильмы, первым из которых был «Переходы» («Transitions»), подготовленный для выставки Expo’86 в Ванкувере (Канада). Первой художественной лентой, выпущенной в IMAX 3D, оказались «Крылья Отваги», 45-минутный фильм о писателе и пилоте Антуане де Сент-Экзюпери.
За этим последовала целая череда фильмов, рассчитанных на широкую аудиторию, в их числе «Челюсти 3», «Пятница, 13-е. Часть 3 в 3D» и множество других. Выше перечисленные фильмы не относятся к формату IMAX, Они были сняты в том же формате, что и фильм «Bubble» — два вертикально расположенные двух перфорационные кадра. Родоначальником этой системы был венгерский инженер Феликс Бордеш, оптику аналогичной системы разработал так же и Cris Condon. Его авторству принадлежат три системы Stereovision: «side by side» — стереопара с расположенными рядом два анаморфированных кадра соотношение 4:3 на одной 35 мм плёнке ( по этой системе был снят фильм «Стюардессы»), «overe under» — стереопара с расположенными друг над другом два двух перфорационных кадра с соотношением сторон 2,25:1 на одной 35 мм киноплёнке (по этой системе были сняты фильма «Metallstorm», «Челюсти 3D») и последняя система «Sterevision 70» (аналогичная российской системе «Стерео-70»), по этой системе был снят единственный короткометражный фильм «Family Cirkl» («Семейный цирк»).

### 2003—2009 годы
В сентябре 2003 года компания Sabucat Productions организовала первый фестиваль «Всемирная Стереоэкспозиция» (World 3-D Exposition) в честь полувекового юбилея первой «стереолихорадки». Фестиваль проходил в театре Grauman's Egyptian Theatre, и за две недели зрителям были продемонстрированы более 30 стереоскопических фильмов «Золотого Века», большая часть из которых поступила из коллекции историка кинематографа Роберта Фурманека, которую тот собирал в течение 15 лет. На показах присутствовали многие из актёров, снимавшихся в этих фильмах, и зрелище забитого до отказа зала многих из них растрогало до слёз.
Спустя три года Фонд сохранения стереокинематографа (3-D Film Preservation Fund) провёл второй фестиваль под тем же названием, и на нём демонстрировались старинные стереофильмы, которых никто никогда не видел после их премьеры, а также ряд фильмов, ранее в стереоформате не выпускавшихся. Четыре короткометражных фильма — «Carmenesque» (1953), «A Day in the Country» (1953) и две короткометражки Уильяма Келли из серии Palsticon (1922 и 1923 годов производства), продемонстрированные аудитории, считались давно утраченными.
В 2003 году свет увидел первый полнометражный стереофильм в формате IMAX — «Призраки Бездны» Джеймса Кэмерона. Фильм был снят с помощью системы цифровых камер Reality Camera System, разработанной совместно Кэмероном и оператором Винсом Пейсом. Впоследствии эта же система использовалась для съёмок таких фильмов, как «Дети Шпионов 3D: Конец игры» (2003), «Пришельцы из Глубин IMAX» (2005) и «Приключения Шаркбоя и Лавы в 3D» (2005). Точнее, эта система была использована только в фильме «Пришельцы из Глубин IMAX» (2005). Фильмы «Дети Шпионов 3D: Конец игры» (2003) и «Приключения Шаркбоя и Лавы в 3D» (2005) были сняты плёночными камерами Аррифлекс на зеркальных ригах, и не предназначались для показа в сети кинотеатров IMAX. В России эти два фильма из-за ограниченного количества стереокинотеатров, показывались в обычных кинотеатрах с анаглифическими очками.
В августе 2004 года рэп-группа Insane Clown Posse выпустила очередной студийный альбом «Hell’s Pit», в одной из двух версий которого содержался DVD-диск с клипом на песню Bowling Balls, снятым в 3D в HD-формате.
В ноябре 2004 года мультфильм «Полярный экспресс» вышел в прокат в 66 кинотеатрах IMAX 3D. Также он был выпущен в 3584 обычных кинотеатрах. Однако четверть общего дохода фильма поступила именно из сети IMAX, и в среднем каждая демонстрация в IMAX приносила в 14 раз больше прибыли, чем демонстрация в обычных кинотеатрах. Это в очередной раз подхлестнуло интерес кинопроизводителей к стереоформату.
В мае 2007 года начался показ фильма «Шрам 3D», — первой полнометражной картины, снятой в США в формате RealD 3D. Фильм лидировал по сборам с проката во многих странах, в том числе России.
В январе 2008 года 3Ality Digital и National Geographic Entertainment выпустили U2 3D, документальный фильм, снятый целиком в цифровом стереоформате на концертах группы U2 (камера и сопутствующее ПО разрабатывалось компанией 3ality Digital).
29 мая 2009 года в прокат вышел стереовариант фильма «Вверх» — первый стереофильм, снятый студией Pixar.
Это лишь некоторые примеры художественных и анимационных фильмов, выпущенных в 3D/стереоформате. На фоне падения продаж билетов в традиционные кинотеатры, прибыли от 3D/стереопроката продолжают расти, в то время, как технологии стереосъёмок и конвертации обычного изображения в стереоскопическое развиваются и становятся всё менее проблемными. В июне 2006 года IMAX и Warner Bros. выпустили фильм «Возвращение Супермена» с 20 минутами стереоматериала, сконвертированного из оригинальных «плоских» съёмок.
Джеймс Кэмерон в конце 2009 выпустил фильм «Аватар» в цифровом стереоформате, как для обычных кинотеатров, так и для IMAX, и собирался снять фильм «Боевой Ангел Алита» таким же образом.
Естественно, растёт и интерес к этой области и среди ведущих режиссёров. Ещё в 2005 году Стивен Спилберг заявил, что планирует запатентовать стереокинематографическую систему, которая не потребует от зрителей надевать стереоочки.

## Стереоскопические фильмы в России и СССР
В России первый стереокинотеатр открылся в Санкт-Петербурге в марте 1911 года. Здесь демонстрировались 3D-картины зарубежного производства, а также цветные фильмы, снятые по технологии «Кинемаколор». После революции с середины 1930-х годов основные исследования в области стереокино велись во Всесоюзном научно-исследовательском кинофотоинституте (НИКФИ).

### Двухплёночная система
В 1940 году в Москве, в малом зале кинотеатра «Художественный» состоялся демонстрационный показ фильма «Выходной день в Москве» (режиссёр Александр Птушко, оператор Николай Ренков). Съёмка этого фильма производилась на две киноплёнки киносъёмочным аппаратом, специально спроектированным в НИКФИ. Часть эпизодов фильма снималась в цвете по трёхплёночной системе, аналогичной процессу «Техниколор». При этом использовалась комбинация из двух трёхплёночных камер «ЦКС-1», одновременно снимавших на шесть киноплёнок: по три на каждую часть стереопары. Для просмотра изображения классического формата использовалось поляризационное разделение изображений, требующее очков.

### Одноплёночные системы с горизонтальной стереопарой
Первым специализированным стереокинотеатром стал московский кинотеатр «Москва», в котором 4 февраля 1941 года состоялся премьерный показ стереофильма «Концерт» режиссёра Александра Андриевского и оператора Дмитрия Суренского. Этот день считается началом регулярного показа стереофильмов в СССР. Фильм был снят по новой технологии: кадры горизонтальной стереопары размещались на одной киноплёнке 35-мм в пределах стандартного шага кадра. Размер каждого кадрика стереопары составлял 18 мм в высоту и 11 в ширину, а фотографическая фонограмма располагалась между ними в центре киноплёнки. Для съёмки использовался один объектив с двухзеркальной стереонасадкой конструкции С. П. Иванова. Аналогичная насадка устанавливалась на объектив стандартного кинопроектора. Смотреть фильмы можно было без очков, благодаря использованию автостереоскопического экрана высотой 5 и шириной 3,25 метра с проволочным щелевым растром. «Москва» стала первым в мире коммерческим стереокинотеатром с безочковым методом проекции на экран.
В 1944 году после специального постановления правительства открылась киностудия «Стереокино», на которой были сняты картины «По следам врага» и «Парад молодости», а затем по новой системе «Стерео 35/19» полнометражный игровой фильм «Робинзон Крузо». 29 февраля 1947 года премьерой этой полнометражной картины в Москве открылся кинотеатр, так же названный «Стереокино». Фильм демонстрировался на линзо-растровом стереоэкране размером 3×3 метра. Горизонтальная стереопара располагалась симметрично на нестандартной киноплёнке шириной 35-мм с более «редкой» перфорацией, выпускавшейся специально для этой системы. Вместо четырёх перфораций на тот же шаг кадра приходилась одна, расположенная в межкадровом промежутке. Фонограмма, как и в предыдущей системе, располагалась между кадрами стереопары. Такая конфигурация плёнки позволила сделать кадр почти квадратным — 15,5×15 мм, вместо непривычного вертикального. «Робинзон Крузо» стал не единственным фильмом, снятым по этой системе: в 1947 году увидел свет стереофильм «Машина 22-12», выпущенный в 1949 году  в широкий прокат в «плоском» варианте под названием «Счастливый рейс».
Использование нестандартной киноплёнки, которая специально изготавливалась ПО «Свема» и специальных кинопроекторов с изменёнными зубчатыми барабанами, делало систему непригодной для широкого распространения.
Четвёртая отечественная система «Стерео-35, 10×10», появившаяся в 1948 году, также использовала горизонтальную стереопару, но расположенную на стандартной киноплёнке и с уменьшенным кадром 10,3×10,3 мм. Фонограмма заняла своё законное место, как на киноплёнке большинства прокатных форматов. Это позволило использовать для кинопроизводства стандартное оборудование с незначительными переделками. Первый фильм «Кристаллы», снятый по этой системе, так же демонстрировался в кинотеатре «Стереокино».

### Вертикальная стереопара
Отказ НИКФИ от горизонтальной стереопары в пользу вертикальной по системе «Стерео-35» в 1952 году, позволил улучшить качество стереоизображения, приблизив его к «плоским» фильмам обычного формата. При этом два кадра стереопары размером 16×22 мм (как в классическом формате) располагались на стандартной киноплёнке друг над другом. Шаг кадра был увеличен вдвое до 38 мм. Специально разработанные киносъёмочные аппараты ПСК-6 этой системы оснащались сменными двухобъективными стереоблоками различных фокусных расстояний. Растровый стереоэкран теперь имел размеры 3×4 метра и обладал привычными пропорциями. К этому моменту стереокинотеатры уже были открыты не только в Москве, но и в Ленинграде, Киеве, Астрахани, Одессе и Алма-Ате. По этой системе было снято около десяти фильмов.

### Широкоэкранная система
В 1959 году в НИКФИ была завершена разработка широкоэкранной системы стереокинематографа, основанной на использовании двух синхронизированных киноплёнок, анаморфированное изображение на которых соответствовало формату «Широкий экран», а трёхканальная фонограмма записывалась на отдельной магнитной ленте. В 1962 году на киностудии «Мосфильм» по этой системе выпущена картина «Вечер в Москве», впервые показанная 2 ноября 1963 года в специально переоборудованном кинотеатре «Рекорд» в Лужниках. Стереопроекция велась на широкий металлизированный экран двумя синхронизированными кинопроекторами с поляризацией частей стереопары, требуя очков для просмотра.
Дальнейший рост размеров экрана заставил отказаться от безочковых технологий, поскольку изготовление больших растровых экранов в те годы было технологически невозможно. Кроме того, переход к системам, требующим очков, был осуществлён на основе эксперимента, проведённого в малом зале московского кинотеатра «Октябрь» в 1967 году. Кроме основного растрового экрана размером 4×3 метра, был установлен убирающийся, рассчитанный на поляризационный метод разделения стереопары. Его размер был значительно больше: 7×5,2 метров. Первый полнометражный стереофильм «Нет и да» демонстрировался на разных сеансах по растровой или поляризационной технологии. Зрители предпочли очки и экран большего размера с более ярко выраженным стереоэффектом.

### Широкоформатные системы
В 1963 году в связи с распространением широкоформатных фильмов в НИКФИ была разработана система «Стерео-70», гораздо позднее (в 1990 году) удостоенная награды «Оскар» в номинации «За техническое достижение». Качество изображения «Стерео-70» соответствует «плоскому» фильму обычного формата с соотношением сторон 1,37:1, и стереофильмам с «вертикальной» стереопарой. Это позволяло переводить такие фильмы в классический формат без потерь. Для 35-мм киноустановок с негатива «Стерео-70» оптическим способом печатались фильмокопии «Стерео-35А» с анаморфированной стереопарой на стандартной киноплёнке с одноканальной оптической фонограммой.
В системе «Стерео-70» было снято более 30 фильмов, в том числе первый кукольный анимационный стереофильм «Сувенир».
В начале 1970-х годов была разработана и экспериментально опробована технология стереосъёмки на две широкоформатные плёнки. Специальный киносъёмочный аппарат 70С—2 оснащался лентопротяжным механизмом, рассчитанным на две 70-мм киноплёнки. Демонстрация таких фильмов происходила при помощи двух синхронизированных широкоформатных проекторов, обеспечивая полноценное качество изображения, соответствующее широкоформатной системе НИКФИ. Приехавшие в Москву канадцы Колин Лоу и Эрнст Макнабб во время своего визита ознакомились с работами НИКФИ и совместно со специалистами института сняли небольшой ролик по новой двухплёночной системе, не получившей дальнейшего развития на родине. Позднее эти двое канадцев стали авторами существующей до сегодняшнего дня кинематографической системы IMAX.
В НИКФИ в 1981—1985 годах также была доведена до экспериментального образца система голографического кино — с подлинно объёмным многоракурсным изображением.
Эксперименты со стереосъёмкой осуществлялись и кинолюбителями, но сложность и дороговизна процессов делали их непригодными для широких кругов самодеятельных кинематографистов.

### Цифровые технологии
В настоящее время система «Стерео-70» устарела в связи с прекращением производства широкоформатных фильмов на плёнке требуемого для этой системы формата (70 мм, 5 перфораций на шаг). В России на данный момент уже нет лабораторий, обрабатывающих такие плёнки. За рубежом таких лабораторий остались единицы. В настоящее время на основе системы и оборудования для цифровых кинокамер разработана технология съёмки цифровых фильмов 3D отечественной оптикой «Зепар», разработанной на основе технических решений «Стерео-70».
Использование современных технологий стереокино в России началось с анимационного кукольного фильма «ЧУЧЕЛО», снятого в 2007 году совместно НИКФИ и студией «NUKUFILM» (Эстония) по технологии, разработанной А. Мелкумовым и С. Рожковым. Презентацией этого фильма в Ванкувере (Канада) на международной конференции GSCA (Ассоциация производителей фильмов для Гигантского экрана) было зарегистрировано первенство России в создании первого кукольного стереофильма для Гигантского экрана — IMAX.

## Технологии
Для производства стереофильмов на протяжении всей истории 3D-технологий используется съёмка стереопары двумя объективами на одну или две киноплёнки. Значительно разнообразнее методы сепарации изображений для левого и правого глаз при демонстрации полученной стереопары. При этом используются множество разных методик, популярность которых менялась с годами. 1950-е годы считаются в США «Золотым веком» стереокинематографа. С переходом к цветному кинематографу анаглиф вытеснили поляризационные технологии. Ниже приведены несколько примеров наиболее проработанных методик.

### Анаглиф
Анаглифический метод получения стереоэффекта для стереопары обычных изображений заключается в цветовом кодировании изображений, предназначенных для левого и правого глаза. Зритель надевает очки, в которые вместо диоптрических стёкол вставлены специальные светофильтры (как правило, для левого глаза — красный, для правого — голубой или синий), благодаря которым каждый глаз видит только нужную часть изображения.
Недостатком метода анаглифов является неполная цветопередача. Формируемое объёмное изображение благодаря эффекту бинокулярного смешения цветов воспринимается однотонным или (при определённом соотношении яркостей) ахроматическим. В связи с этим применение анаглифического метода оправдано только для чёрно-белых фильмов.

### Затворный
Другие названия — «эклипсный» (вполне можно говорить и «затменный»), «светоклапанный». Технология заключается в попеременной демонстрации на экране изображений, предназначенных для левого и правого глаза, и также поочерёдном затемнении стёкол очков, так что каждый глаз поочерёдно видит предназначенное только ему изображение. Смена «левого» и «правого» изображения на экране и затемнение соответствующих стёкол жёстко синхронизированы и осуществляются с очень высокой частотой, так что за счёт эффекта инерции зрения у человека создаётся иллюзия, что он видит цельное трёхмерное изображение.
Метод предложил Д’Альмейда в 1858 году. В кинематографе этот метод впервые реализован в системе «Телевью» Лоуренса Хаммонда, запущенной в 1922 году.
В настоящее время набирают популярность жидкокристаллические затворные очки, где вместо механических затворов используются ЖК-заслонки. На этом принципе основана технология XpanD (в кинотеатрах, редко дома) и nVidia 3D Vision (дома).
Основные недостатки затворного метода:
- значительное ослабление светового потока, что требует повышения яркости лампы проектора
- эффект раздвоения изображения быстро движущихся объектов (для его преодоления необходимо ещё больше повышать частоту кадров для каждого глаза зрителя, что тоже недёшево),
- повышенная утомляемость глаз
- повышенный вес очков, создающий нагрузку на переносицу,
- очки с электроникой плохо поддаются санитарной обработке.

Достоинство — не требуется специальный экран.

### Поляризационные системы
При использовании линейной поляризации два изображения накладываются друг на друга на один и тот же экран через ортогональные (расположенные под углом 90 градусов друг к другу) поляризационные фильтры в проекторах. При этом необходимо использование специального посеребрённого экрана, который позволяет избежать деполяризации и компенсировать потерю яркости (поскольку на экран падает только 0,71 света, излучённого каждым проектором. Зритель надевает очки, в которые также встроены ортогональные поляризационные фильтры; таким образом каждый фильтр пропускает только ту часть световых волн, чья поляризация соответствует поляризации фильтра, и блокирует ортогонально поляризованный свет. Линейно поляризованные очки требуют, чтобы зритель держал голову на одном уровне, не наклоняя её, иначе эффект теряется.
Примеры технологий, использующих линейную поляризацию: Стерео-70 и IMAX 3D.
При использовании круговой поляризации два изображения так же накладываются друг на друга через фильтры с противоположно направленной поляризацией. В очки, предназначенные для зрителя, встроены «анализирующие» фильтры (с противоположно направленной поляризацией). В отличие от линейной поляризации, если зритель наклоняет голову, разделение левого и правого изображений сохраняется и, следовательно, видимая объёмность стереоизображения не пропадает.
Примеры технологий с круговой поляризацией — RealD Cinema, MasterImage, Volfoni Smart Cristall.
Благодаря последним технологическим достижениям поляризационные технологии стремительно набирают популярность.

### Технология интерференционных фильтров
Технология Dolby 3D формирует для каждого глаза изображения с разными длинами волн базовой триады — красного, зелёного и синего цветов. Специальные очки отфильтровывают определённые длины волн, так что зритель видит стереоизображение. В сравнении с поляризационным данный метод позволяет сэкономить на стоимости экрана (не требуется посеребрённый или алюминированный экран), но стоимость самих фильтр-очков оказывается намного выше.

### Эффект Пульфриха
Использование эффекта Пульфриха нельзя отнести к стереоскопическим методам, поскольку при этом не формируются разные картинки для правого и левого глаз. Эффект Пульфриха заключается в том, что при запаздывании нервного сигнала от одного глаза, движение объекта справа налево (или слева направо, но не вверх или вниз) кажется изменяющим глубину, к наблюдателю или от наблюдателя. Такое запаздывание может быть вызвано размещением нейтрального (серого) затемняющего фильтра перед одним глазом.
Поскольку эффект Пульфриха зависит от движения в определённом направлении, его применимость сильно ограничена.
Преимуществом метода является возможность просмотра «обычным» способом, без специальных очков, при этом изображение не двоится, в отличие от стереоскопических методов, а только пропадает иллюзия глубины.

### Безочковые (автостереоскопические) методы
Включают несколько технологий, не требующих от зрителя использования специализированных очков для разделения частей стереопары. Используются в экспериментальных видеопанелях. В основном, представлены растровыми системами. Кроме растрового, из безочковых методов известен также игольчатый, но сведений о его применении в кинематографе нет.
В растровых методах используется пространственное разделение стереопары. Изображение на экране состоит из узких вертикальных полосок, с чередованием изображений стереопары. Перед экраном размещается растр с таким же шагом, элементы которого позволяют каждому глазу видеть только «свои» полоски изображения. При достаточном удалении зрителя от экрана полоски сливаются в единое полутоновое изображение.
Существует два типа растра — щелевой (или барьерный) и лентикулярный:
- Щелевой растр состоит из вертикальных непрозрачных полос, с щелями между ними. Полосы затеняют для каждого глаза «несоответствующие» части изображения.
- Лентикулярный растр, более распространённый в настоящее время, состоит из вертикально расположенных цилиндрических плоско-выпуклых линз. Линза одновременно выполняет функции щели и затеняющей полосы. Этот метод также применяется при изготовлении стереооткрыток.

Недостатки растровых методов:
- Качественное изображение наблюдается только при некоторых ракурсах, что, помимо необходимости расположения зрителей в фиксированных секторах обзора, накладывает ограничения на размер экрана
- Эффективное разрешение изображения по горизонтали уменьшается.

Впервые массово такой тип стереоизображения был реализован в смартфоне LG Optimus 3D. На данный момент такой тип стереоизображения используется так же в смартфоне HTC Evo 3D, в портативной игровой приставке Nintendo 3DS и в других устройствах.
В кинематографе растровые экраны использовались в ранних узкоформатных стереосистемах.

## Критика
Стереокинематограф можно с некоторыми ограничениями назвать полноценным способом демонстрации объёмных изображений, и основывается он лишь на бинокулярном зрении. Если сдвинуть ракурс и переместиться в пространстве, зритель не сможет заглянуть за объект или оглядеть последний с разных сторон. Также объекты, которые выходят за плоскость экрана и находятся виртуально ближе к зрителю, при сдвиге элементов за край кадра закрываются краем экрана, что сбивает с толку аппарат зрения. Также точка фокуса выбирается только оператором, а не наблюдающим.
Полноценное голографическое изображение пока не реализовано из-за технической сложности. Даже реализация изображения с 16 углами ракурсов потребует неимоверной пропускной способности каналов и ёмкости систем хранения записи. Реализация полноценного голографического кино возможна лишь на основе новых технических открытий и принципов построения изображения.
Современные достижения по фиксированию камерой светового поля позволяют надеяться на скорый прорыв в области стереоизображений, лишённых эффекта несоответствия положения зрачков и фокусировки глаз.

### Воздействие на организм человека
Просмотр иногда вызывает так называемую киберболезнь, близкую к укачиванию. Также при частом просмотре 3D-фильмов некоторые люди перестают испытывать стереоэффект. Восприятие объёмного изображения разными людьми неодинаково и зависит от остроты и особенностей зрения. Понятие «стереослепота» означает невозможность отличить плоское изображение от трёхмерного.